# Abbaye Saint-Martin d'Autun
Pour les articles homonymes, voir Abbaye Saint-Martin.
L'abbaye Saint-Martin d'Autun est un ancien établissement religieux de bénédictins fondé au VIe siècle près d'Autun dans l'actuelle Saône-et-Loire, Bourgogne, par la reine Brunehaut et l'évêque d'Autun saint Syagre.
Son rayonnement et ses richesses ont été considérables, s'étendant bien au-delà de la Bourgogne.

## Situation
Elle se trouvait dans le finage de Saint-Pantaléon au nord-est et hors des fortifications de la ville d'Autun, à 400 mètres de la porte romaine de Saint-André, sur la rive droite de l'Arroux, en bordure nord des voies romaines d'Autun à Langres, Beaune et Besançon.

## Historique
À l'époque mérovingienne sont fondées les trois premières abbayes royales d'Autun par la reine Brunehaut et l'évêque d'Autun Syagre, en 589. Elles reçurent en leurs murs plusieurs des participants aux différents conciles tenus à Autun en 650, 1065, 1077, 1094.
Saint-Martin d'Autun fut construite à l'endroit d'un temple païen que saint Martin, évêque de Tours, détruisit. La nouvelle construction utilisa une grande partie des matériaux en place. Sa superficie totale semble avoir été d'environ 12 hectares. Elle dépendait directement du pape.
Devant héberger 300 moines, sa fondatrice la pourvut largement.
En 602, le pape Grégoire le Grand adresse aux trois abbayes royales une lettre de privilège dont la suivante à Loup, abbé de Saint-Martin :  Lettre accordée à Loup, prêtre et abbé…, église qui a été construite dans les faubourgs d'Autun par Syagrius, évêque de bonne mémoire et par notre fille très excellente la reine sus-dite,.
Le Missel gothique de l'abbaye de Saint-Symphorien d'Autun donne à entendre que le clergé de cette abbaye, qui étendait autrefois les processions des Rogations jusqu'à la ville, ne visitait plus au VIIIe siècle que les églises situées hors les murs : Saint-Martin, Saint-Étienne et Saint-Pierre l'Estrier.
Elles furent saccagées par les raids des Sarrasins en 731 et par les Aquitains vers 760. Elles connaîtront un regain d'activités par le développement de la ville et la création du duché de Bourgogne à la fin du IXe siècle et par l'arrivée des reliques de saint Lazare dans la cité épiscopale au début du XIIe siècle et les réformes de Benoît d'Aniane, en 817, que l'abbaye de Saint-Martin d'Autun adopte vers 859, à la demande de Charles le Chauve, qui en confie la réalisation au comte Badillon. Celui-ci va à l'abbaye de Saint-Savin-sur-Gartempe, fille d'Aniane, et revient avec 18 moines dont Arnuphe, qui devient l'abbé de la communauté réformée et Hugues de Poitiers, qui deviendra abbé d'Anzy-le-Duc.
Mais les luttes intestines des princes étaient un bon prétexte pour piller les richesses des abbayes. Ils avaient beau jeu de s'attaquer à des gens sans grande défense et de plus partisans du roi avec lequel ils étaient en brouille constante. Elle était occupée par ces moines aquitains venus de Glanfeuille après s'être arrêtés quelque temps à Poitiers. Parmi eux figurait en première ligne la famille du comte d'Autun expulsé : Bernard de Gothie. C'est Badilon d'origine Aquitaine qui les avait attirés à Autun. Sa famille et celle du comte déchu étaient favorables aux monastères et les avaient aidés à développer leur influence dans différents lieux des colonies (un Badilon, neveu du restaurateur de l'abbaye est moine à Saint-Martin). Les bienfaits conférés à l'abbaye par Badilon décidèrent les moines de Saint-Martin à le choisir comme abbé, à la mort d'Arnulf. Il réussit à faire restituer quelques terres à l'abbaye. En 877, Charles le Chauve lui fait une donation pour l'abbaye (charte IV avec Verrière et Neuvy). En 878 et 879, passage des Sarrasins. Le siège d'Autun offrait à Bernard de Gothie une occasion de se venger du roi qui l'avait dépouillé de son comté d'Autun et du Pape qui l'avait excommunié. Il s'en prit à l'évêque Adalgaire et mit les églises à nu. Boson, qui venait de trahir le roi en s'accordant une première fois avec Bernard de Gothie, finit par se fâcher avec lui et outrepassa les ordres en revendiquant pour lui le comté d'Autun qu'il devait remettre à Théodorik. Ce fut la médiation de Hugues l'Abbé qui parvint à l'accord : Boson reçut la ville et le comté d'Autun et Théodorik les abbayes dont Saint-Martin d'Autun, en 879.
À peine reconstruite et consacrée, le vieux Badilon vit périr en un instant l'œuvre de sa vie. Les nouveaux destructeurs étaient de ses anciens amis au Palais, qui l'avaient autrefois aidé dans une œuvre sacrifiée à leur ambition. La Charte VI, qui sur ce point supplée au silence des chroniques, parle de pseudo-chrétien. Le 15 octobre 879, Boson reçoit à Mantaille le titre de roi de Bourgogne et de Provence. L'événement fait arriver à Autun les forces royales en 880, Louis et Karloman s'emparent du comté. Boson est tué. L'abbaye de Saint-Martin, ruinée depuis plus d'un an, ne put profiter de ces réparations ; elle restera encore 5 ans sous les ruines. C'est en 885, que Charles le Gros, resté seul souverain, après la mort de Louis III et de Karloman ses frères, renouvela l'exemple de Charles le Chauve et entreprit de la relever. Il confia cette œuvre à un moine nommé Grégoire. Des religieux chassés d'Aquitaine par crainte des Normands qui assiégeaient sans cesse le pays y furent recueillis. Ils suivaient comme les précédents la règle de saint Benoît. Charles le Gros nomma Grégoire abbé à vie mais à sa mort les moines devaient rentrer dans leur droit d'élection, l'empereur leur garantit cette franchise. Il confirma le privilège apostolique par lequel saint Grégoire avait déclaré l'abbaye indépendante de tout pouvoir temporel.
Il lui rendit les terres de la Celle, Verrière, Thil sur Arroux, au territoire d'Autun ; Chambord en Nivernais ; Girolles près d'Avallon ; Bargemeont dans le pays de Fréjus, les bénéfices de Robert, Aymulf, Balduf, Gottedeus, seigneurs inconnus appartenant à la féodalité de second rang qui n'oubliait pas de faire sa part dans les luttes des grands. Il obligea les tenanciers de l'abbaye à payer exactement la none et la dîme et les obligea à concourir à sa reconstruction proportionnellement à l'importance de leur bénéfice.
Un des moines de l'abbaye deviendra célèbre, il s'agit de Bernon. Fils, probablement, du comte Audouin, seigneur de Gigny, il accompagne les religieux de l'abbaye pour aller prêcher la réforme à l'abbaye de Baume-les-Messieurs, vers 888, et quittera l'abbaye, pour fonder l'abbaye de Gigny, vers 890 et devenir abbé du monastère de Baume et de Gigny et sera appelé par Guillaume Ier d'Aquitaine pour fonder et devenir le premier abbé de l'abbaye de Cluny, le 11 septembre 910.
Le 6 avril 924, le roi Raoul, la reine Emma, figurent dans un diplôme en faveur de l'abbaye de Saint-Martin d'Autun. Le roi Raoul confirmera les biens de l'abbaye de Saint-Martin d'Autun en pays Viennois, à Fréjus et à Vaison-la-Romaine. 
En décembre 1058, le pape Nicolas II, venant d'être élu donne, par une bulle, le privilège à l'abbaye de ne dépendre que du Saint-Siège.
Innocent II viendra en 1130 dédicacer l'église construite pour recevoir les reliques qui deviendra la deuxième cathédrale de la cité. En 1161, l'abbé Bernard II, obtient la reconnaissance par l'évêque de Nevers, Bernard de Saint-Saulge de la propriété de 20 églises dans son diocèse, dont au hameau de Commagny (prieuré), au finage de Moulins-Engilbert, et au hameau de James (chapelle). Pendant que le pape Alexandre III, confirme le prieur de l'abbaye dans les privilèges du prieuré Saint-Hilaire de Commagny. En 1191, Eudes III de Bourgogne, qui n'est pas encore duc, prend sous sa protection les hommes, terres et animaux de l'abbaye.
En 1236 l'abbaye décide de clore de murs le monastère. Guillaume, prieur, du prieuré Saint-Martin de Thil-sur-Arroux, un des plus riches établissements de l'abbaye, s'oblige à solder 20 livres pour sa part de la clôture de l'abbaye. Au Concile de Lyon de 1245, le pape Innocent IV, délivre à l'abbaye de Saint-Martin, plusieurs bulles, dont deux l'exemptant de payer aucune provision et une troisième autorisant les moines à hériter, sauf de fiefs. En 1250, les moines de l'abbaye Saint-Germain d'Auxerre s'associent avec ceux de Saint-Martin d'Autun. En 1253, Jean II de La Roche Milay, sire de Châtillon-en-Bazois, neveu de Odon de La Roche Milay, qui a des démêlés avec l'abbé de Cluny, part délivrer Guy de La Perrière, sieur de La Roche Milay de la prison des chanoines d'Autun. Le pape Alexandre IV, par une bulle du 4 décembre 1255, commet l'abbé de l'abbaye Saint-Martin de Nevers, pour examiner un rescrit de Rome, obtenu par l'évêque d'Autun, Girard de La Roche de Beauvoir, touchant l'exemption de Saint-Martin d'Autun, sans avoir déclaré qu'il y avait un litige à ce sujet entre les parties. Ce qui sera bientôt annulé par une nouvelle bulle du pape le 30 décembre 1255. En mars 1256, une transaction interviendra entre l'évêque Girard de La Roche de Beauvoir, qui obtient le droit de visiter le monastère une fois dans la vie de l'abbé, sans aucun droit de réforme. Il faudra au pape Alexandre IV par un bref de 1256, commettre le cardinal de Saint-Laurent, puis celui de Sainte-Sabine pour accorder les deux parties. Et finalement une transaction interviendra dans le courant de l'année où l'évêque visitera le couvent, seul et une seule fois dans la vie de l'abbé, sans pouvoir ni boire ni manger ou dormir sur place. Le 60e évêque de Nevers Robert II de Marzy (vers 1262-1272), reçut en 1267 une bulle du pape Clément IV, le commettant pour bénir l'abbé de l'abbaye Saint-Martin d'Autun, Michel de Meursault, l'évêque d'Autun Girard de La Roche de Beauvoir ayant refusé de le faire.
La ville d'Autun souffre de la guerre de Cent Ans, pendant laquelle la ville et les faubourgs sont incendiés par les Anglais en 1369. Jean sans Peur avait pris sous sa protection en 1406 l'abbaye et ses biens, ayant constitué un corps de six gardiens spéciaux chargés de veiller à tous les intérêts de l'abbaye, autorisant en outre à marquer de ses armes les maisons des sujets de Saint-Martin, en signe de sauvegarde. Le 13 juillet 1463, les religieux rédigent les lettres d'affranchissement des habitants de Saint-Martin et de Saint-Pantaléon.
En 1570, l'amiral de Gaspard II de Coligny, après avoir vaincu à Arnay-le-Duc, marcha sur Autun et détruisit en partie l'abbaye le 29 juin 1570, alors que les religieux avaient pris la fuite, sauf un, Guillaume de Tintry, ancien grand-prieur d’âge fort vénérable, qui sera martyrisé sur place par les fanatiques huguenots. Ce sont eux qui « détruisirent les marbres, autels et statues, prirent le trésor, vidant caves et greniers. » Peu de temps après, les fortifications de l'abbaye furent démantelées.
L'année 1628 est marquée par une épidémie de peste dans toute la région. En 1635, les religieux de la Congrégation de Saint-Maur reprennent en main l'abbaye.
L'abbaye est reconstruite entre 1740-1742, par l'architecte Michel-Ange Caristie, à l'exception des fortifications. Elle valait en 1763, 5 000 livres de rentes à celui qui en était pourvu et la taxe en cours de Rome s'élevait à 316 florins. À la même époque, l'abbaye Saint-Andoche d'Autun valait 10 000 livres de rente et l'abbaye Sainte-Marie de Saint-Jean-le-Grand d'Autun entre 7 000 à 8 000 livres de rentes.
L'abbaye fut adjugée comme bien national le 23 septembre 1793, au citoyen Louis Olinet, pour 142 000 fr, ou à Philibert Poillot pour 142 900 livres, entrepreneur d'une fonderie de canons qui transforme l'abbaye en fabrique d'affûts de canons ; elle sera vendue à nouveau et démolie. La municipalité d'Autun rachètera les bâtiments annexes qui seront restaurés de 1976 à 1977.

## Architecture

### Église
En 1256, deux moines font un don de 40 livres pour réparer le clocher. En 1333, le moine Hugues de Roussillon, fonde la chapelle de Saint-Antoine et choisit ce lieu pour sa sépulture. Il la dote de vases, livres et autres objets.
L'antique abbatiale des origines a dû subsister jusqu'en 1740, date de sa reconstruction. Nous savons que la reine Brunehaut l'avait fait décorer de mosaïques et de colonnes de marbre qui devaient provenir probablement du sanctuaire païen élevé à cet emplacement et détruit par saint Martin de Tours. L'édifice de plan basilical comportait quarante-quatre colonnes de marbre que l'abbé Jean Lebeuf pouvait encore admirer ainsi que la mosaïque lors de son passage à Autun en 1724. Vers 1675, il semble encore y en avoir 64. Ces colonnes avaient une hauteur de 5,5 m. Une arcade, séparant le chœur de la nef, était supportée par deux colonnes et passait pour un chef-d'œuvre. Les pierres étaient de grosses pierres de taille, liées entre elles par le système de la taille et non par des crampons de fer. Le maître-autel est en marbre et le retable comporte un bas-relief représentant Jésus-Christ reconnu par les deux disciples d'Emmaüs. Au milieu de l'église était un crucifix en pierre, sur une croix de bois ; au-dessus de la tête du Christ une main sortait d'un nuage, tenant une couronne garnie de pierreries. La légende rapporte que Odon de Cluny priant devant celui-ci, entra en extase et lévita de 3 coudées de haut pendant une heure et que la tête du Christ se pencha vers lui. L'histoire attira moult pèlerins jusqu'à la Révolution française de 1789.
Mutilé par les Calvinistes, il est réparé en 1640. Il était l'objet d'une vénération toute particulière et on lui attribuait de nombreux miracles dont certains relatés et officialisés dans la Charte cent soixante-quatre allant de 1646 à 1680. Ainsi que la Charte cent soixante-cinq attestant par devant notaire la guérison du fils du marquis de la Capelle-Biron en 1677. Représenté sur un tableau en 1664 qui fut placé dans la Chapelle du Grand-Crucifix à la Cathédrale d'Autun. Il fut reproduit et gravé en grand nombre d'exemplaires. Ce crucifix resta dans l'église de Saint-Martin d'Autun jusque vers 1795, où, l'abbaye devenue fabrique d'affûts de canons, on décida de le décrocher. Le bois étant vermoulu, le Christ de pierre se fracassa au sol. Il est aujourd'hui exposé à l'église paroissiale de Saint-Symphorien à Saint-Pantaléon, ainsi que le tableau de la cathédrale.
Elles sont visibles sur le plan de 1658. Michel-Ange Caritie, chargé de la reconstruction, conserva les deux tours carrées qui encadraient la grande entrée et conserva les murs d'origine sur 4 mètres de hauteur. Il conserva également les parties basses assez solides pour lui permettre d'élever la nouvelle église. L'emplacement de ces lieux sont aujourd'hui figurés par des arbres.
Nous savons encore par l'abbé Germain que « l'on a placé au pignon de l'entrée de l'église et au plus au point une figure en demy-bosses et demy-corps de l'empereur Charles le Chauve, qui fit rebâtir l'église et la maison après que les Sarrazins l'eurent détruite. »

### Crypte
À quelques mètres du chevet, au-delà de l'abside, à l'est, se trouvait hors œuvre la chapelle Notre-Dame qui était aux XVIe siècle et XVIIe siècle sous le vocable de Saint-Eutrope, et possédant une petite crypte funéraire, sous le vocable de Notre-Dame dite « Notre-Dame-sous-Terre ». Le cardinal Jean V Rollin, y fit faire des travaux, à la fin du XVe siècle. Harold de Fontenay précise que du côté de l'ouest de cette chapelle se trouvaient trois tombeaux de pierre d'une grandeur inhabituelle, placés l'un au bout de l'autre et qui semblaient inviolés, enfoncés en terre, pour la profondeur de leur épaisseur. Cette crypte était destinée à recevoir la dépouille de la reine Brunehaut, fondatrice des lieux. Elle y fut inhumée dans son tombeau de marbre gris, creusé en forme d'auge, recouvert d'un couvercle de marbre noir, marqueté de blanc sur lequel est gravée son épitaphe ancienne :

« Brunechil fut jadis Reine de France
Fondatre∫∫e du Saint lieu de céans

cy inhumée l'an six cens quatorze ans

En attendant de Dieu vraye indulgence. »

Son sarcophage est long de six pieds, large de deux et haut d'un pied trois pouces et est élevé sur quatre piliers de marbre. On peut y lire une épitaphe et une anagramme moderne.

« Cy gi∫t la Reine Brunehaut,
À qui le Saint-Pape Grégoire

Donna des éloges de gloire,

Qui mettent ∫a vertu bien haut.

Sa piété pour nos My∫teres

Lui fit fonder trois Mona∫teres

Sous la règle de Saint-Bénoi∫t.

Saint-Martin, Saint-Jean, Saint-Andoche,

Sont trois Saints lieux où l’on connoi∫t

Qu'elle exempte de reproche. »

Son tombeau fut ouvert le 25 août 1632 à 4 heures du soir, au milieu d'une foule de personnages : deux Minimes de la place Royale de Paris, Jacques Duval de Saint-Bénigne de Dijon, les trois monastères qu'elle avait fondés furent représentés par les deux abbesses de Saint-Andoche et de Saint-Jean, et Nicolas de Castille, abbé commendataire de Saint-Martin, en compagnie de sa mère Charlotte Jeannin et Jacques Anthouard, grand prieur de l’abbaye, en présence également de tout le clergé de la ville, des habitants et de l'évêque Claude de Ragny. On trouva dans le cercueil de plomb quelques ossements, un peu de cendre et du charbon, et une molette d'éperon, confirmant son supplice et la crémation de sa dépouille.
En 1767, l'évêque de Belley Gabriel Cortois de Quincey, fit replacer ce tombeau dans l'église reconstruite, près de la chapelle dédiée à saint Martin, à côté du chœur où fut portée l'épitaphe suivante, en remplacement de celle du Moyen Âge :

« Ci-gisent replacées, les cendres de Brunehilde, fille, sœur, épouse, mère, aïeule de très puissants rois, célèbre par de rares avantages de corps et d'esprit, par son zèle à propager la religion, par son incroyable magnificence à élever, réparer, agrandir les hôpitaux, les monastères, les basiliques, les places fortes et les voies publiques. Célèbre de nouveau, et trop célèbre hélas ! par les revers variés et cruels qu'elle supporta avec constance, par les horribles supplices et la mort affreuse dont la rendirent victime la trahison d'accord avec la barbarie, au mépris des lois divines et humaines ; enfin par un malheur bien plus grand, celui d'avoir été, pendant sa vie et après sa mort, le but d'innombrables calomnies, poursuivie par l'implacable ennemi qui osa souiller son nom des crimes atroces dont il savait que lui et les siens étaient coupables. 

À la faveur des ténèbres de l’ignorance, cette erreur grossière dura mille ans. Enfin la lumière de la saine critique, née dans notre siècle, a vengé des jugements des hommes la mémoire de cette reine pieuse et forte. 

Mais quelle serait la valeur d'une pareille réhabilitation, si le souverain juge, dans son intarissable miséricorde, n'avait déjà couronné pour l'éternité celle qu'il avait fortement éprouvée dans cette vie ?... 

P. Gabriel Cortois de Quincy, évêque de Belley, abbé de ce monastère. L'an M DCC LXVII. »

En 1793, la tombe fut brisée et ses restes disparurent dans la tourmente révolutionnaire.
Les restes de son tombeau sont exposés au musée Rolin d'Autun. Dans l'église se trouvaient d'autres tombeaux, d'abbés, dont celui de Jean Petitjean, représenté tout nu avec la mitre hors la tête parce que dépouillé de son abbaye que l'on donna au cardinal Rollin, bien que l'on n'ait rien à lui reprocher.

### Cloître
Dans le cloître, Courtépée nous dit qu'en 1779 on y voyait encore l'épitaphe de Gilles d'Anzy, aumônier de Clans en 1363.

### Bâtiments conventuels
Les bâtiments restant, sont d'époque dite « classique » et ne sont que des dépendances du monastère. Ils furent acquis par la ville d'Autun qui réalisa des travaux aux cours desquels furent découverts des fragments sculptés de l'ancienne abbatiale. Les murs de clôture furent également restaurés.

### Cimetière
La noblesse locale se faisait inhumer en ces lieux.
Obituaire, fondations d'anniversaires, nécrologe (extrait)
(liste non exhaustive)
- III non Jan. Oddo, rex qui hac die, année 898, mortus est.
- XVIII kal feb Emoinus (le moine chroniqueur), Radulphus, rex Burgondie.
- XII kal feb Depositio Lamberti abbatis.
- XI id. Deositio Aidoardi Abb.
- V id. Gaufridus, nobilis.
- II id. Obiit Henricus, episcopus Eduensis, an. 1172. (Henri de Bourgogne)
- VI non feb Aremburga, abbatissa Eduensis, congreg. Nostre.
- V id Floreta de Millery
- IV id. Depositio abbatis Hildegrini
- III id. Depositio David abbatis.
- II id. Obiit Gaufridus de Maigneio
- I non. feb. Isabellis (vigeria)
- id Girardus de Fontangis.
- XIV idus Joannes de Cabillone, potentissimus dom.
- XII id. Elisabeth, uxor Reynardi, viarii, benefactrix, année 1191
- VII id Hugo de Verreiis, année 1284.
- II id. Domina Agnes, benefactrix, domicella.
- II kal mart. Aalis de Vergy, uxor Odonis, ducis Burg, mater Hugonis ducis.(Alix de Vergy) 1252
- XVII karl .apr Humbaudus, canonicus Eduensis, benefactor, année 1239, enterré à Saint-Martin.
- II id. Depositio Guillelmi abbatis.
- II kal apr. Odo de Roussillon (Eudes de Roussillon). Sa femme Béatrix de Digoine est marquée au III des noms. même mois.
- XIV id. Depositio Baldilonis abb.
- VI id. Depositio Arnulphi abb.
- VI non apr Villermus, vir nob. Petrus de Edua, vir, nobilis, année 1292.
- VIII idius apr. Hugues d'Igornay.
- VII id. Floreta d'Antigny
- VII id. Burdinus, an 1235-1236 ; de eo in carta de clausura murorum per Guillelmum abb.
- IV idus. apr. Ludovicus Balbus (Louis II le Bègue) - Obiit an 879.
- XVI kal mai Depositio Joannis abbatis.
- VIII id. Depositio Aimonis abbatis.
- V id. Obiit Bernardus, abbas. Un autre Bernard, mort le 1er des nones d'octobre était enterré dans l'ancien chapitre transformé depuis en sacristie. Il y a au nécrologe 48 personnes de ce nom.
- v id Robertus de Vergoncey. VI des ides d'avril Adelina de Vergoncey.
- V id. Robertus, dux burg.
- IV id. Gautherus, dictus de Saint-Symphorien, le III Guill du même nom.
- IV id Galtherus, episcopus Eduensis.
- III kal mai Stephanus episcopus Eduensis.
- I kal mai Sigismundus, dux Burgund.
- I id. Norgaudus, episcopus.
- XVII idus. Ticelina, abbesse de St-Jean, à qui le pape Grégoire le Grand, adressa une lettre.
- II non jun. Depositio Gaufridis abbatis.
- I idus Hugues de Thil, benefactor monasterii, jacet in monasterio.
- XVIII kal julii Robert le Bon, 922.
- VII id. Agano episc Eduensis. Obiit 1098.
- V id. Guillaume d'Anzy, elemosin, jacet in claustro 1313
- IV id. Petrus, viarius, benefactor.
- VIII non sept Depositio Gisonis abbatis.
- XVIII idus Guido de Turre, dictus de Perceval, jacet in monasterio.
- XVI id. Gaufridus, prieur de Somanto.(Sommant.
- XV id. Gaufridus de Vergoncey.
- XIV id. Petrus dictus de Saligni.
- XIV id. Ludovicus, rex Caroli Simplicis filius, obiit sept 954
- XIII id. Depositio domini Gregori abbatis.
- XIII id. Petronilla de Quator Aquis.
- VI id. Hugo de Corrabo, canonicus Eduensis, jacet in monasterio.
- id. Bartholomus, prior de Commaigny.
- V kal oct Depositio Guidonis abbatis.
- VI non oct Depositio Michaelis abbatis.
- II id. Evrardus (le même à qui apparut St Hugon).
- XIV id. Depositio Joannis de Gomen, abbatis.
- X id. Depositio Gaufridi, abbatis.
- I idus. Depositio Lupi, abbatis.
- V kal oct. Bellanda de Sancto Symphoriano.
- II id. Carolus Calvus, imperator.
- VIII idus. Guyota de Cusseyo. Colinus ejus sponsus.
- IV kal nov. Depositio oddonis abb.
- I idus. Depsitio Aimonis abbatis.
- IV kal dec. Maria, domicella, domina de Thenisseio, sepulta apud Sanctum Martinum.
- XVI idibus. Guillelmus dux Burgondie, année 1025.
- XV id.Pro Patre et matre Bartholomei, prioris de Comaigny
- X id. Ludovicus princeps, regis nepos, obiit an 882.
- 1277 - Guillaume de Crux-la-Ville, parent des sires de Roussillon en Morvan.(charte No 9 Bis, supplément).
- 1280 c - Guillaume de Crux, fonde son anniversaire et lègue pour se faire une rente perpétuelle de cent sous tournois, son cheval de bataille, tout harnaché, sa cuirasse et son armure achetées à Nevers[19].
- 1280 - Guillaume de Monthelon et son frère Pierre, fondent leurs obits en ce lieu.
- 1298 - Eudes de Roussillon, fonde son anniversaire pour être près de la fosse de sa première femme. Il donne pour ce faire une rente de cent sous tournois à prendre sur ses petits revenus, connus sous le nom d'annonaiges et charnaiges, payable chaque année vingt jours après Noël, par les sires de Roussillon ses successeurs; son grand cheval magnum equum meum, son palefroi et l'armure complète de son corps, cent sous pour la pitance des moines, le jour de son enterrement ; plus une rente annuelle d'un demi muid de seigle, assise sur le moulin d'Anost et sur celui de La Challoire, à la mesure de Cussy, pour être distribuée en pain, le jour où l'on célébrerait son anniversaire, aux pauvres d'Autun et des faubourgs, et enfin vingt-cinq livres dijonnaises qui devraient être employées en biens-fonds pour faire annuellement, celui de son père et de sa mère. Il voulut en plus que chaque prêtre qui célébrerait, le sacrifice la messe pour lui, dans cette église, le jour anniversaire de sa mort, eût cinq sous pour ses honoraires, un bon dîner et trente deniers dijonnais sur la table[20].
- 1313 - Fondation de l'anniversaire de Lombart Lefort, apr Gilette sa femme. (Charte n°XV, supplément)
- 1322 - Jean de Vautheau et Guy de Vautheau, fils de Guillaume et de dame Élisabeth de Corrabeuf, choisissent leur sépulture en l'abbaye. Le premier donna une rente de 10 sous dijonnais et Guy une de 40 tournois. Guy fils de Jean, ratifia les deux fondations, le samedi après la fête de la sainte-Madeleine.
- 1322 - Une demoiselle Moine de Quincey est inhumée à l'abbaye, avec une rente de 10 sols dijonnais(charte 104).
- 1348 - Fondation d'un obit pour frère Pierre de Fontaines, par l'abbé Geoffroy (charte 124).
- 1364 - Fondation de l'abbé Jean Bruley.
- 1382 - Fondation de Hugues Garin, prêtre, chanoine de l'église cathédrale d'Autun, pour 25 sols tournois de la monnoye, ung florin d'or appelé franc, du coing du roi nostre sire, et de bon pois compté pour seize sols tournois à prendre sur une pièce de pré au lieu-dit Prulley sur la rivière d'Arroux (charte 136).
- 1389 - Fondation de l'Anniversaire de Robert de Vergoncey (charte 140).
- les sires de Rossillon (constat charte VIII, supplément de 1468).
- 1415 - Jean Petitjean d'Anzy, escuyer, seigneur de Chanceau-les-Marcigny et de Chamilly-en-Chalonnais, âgé d'environ 70 ans, père de l'abbé Jean Petitjean
- 1501 - Jean VI Rolin, évêque d'Autun, y fonde anniversaire[21].

### Constructions réalisés par les moines
(liste non exhaustive)
- Abbaye de Saint-Martin d'Autun
- Église de Chenay[22].

## Chartrier de l’abbaye
Cartulaire que fit transcrire le cardinal Jean Rolin au XVe siècle, BN, no 8353.
- Charte n° I : Acte de fondation de l'abbaye, dans un grand cadre de velin ou était le manuscrit.
- Charte n° II : Confirmation par Charles le Chauve d'un échange de serfs entre Saint-Martin et deux vassaux du roi, en 856.
- Charte n° III : Donation de Charles le Chauve faite à l'abbé Arnulf (875).
- Charte n° IV : Donation de Charles le Chauve à l'abbé Badilon, d'une partie de la terre de La Grande-Verrière (877).
- Charte n° V : Charte d'Adalgaire, évêque d'Autun, en faveur de son église cathédrale (879).
- Charte n° VI : Donation de Charles le Chauve (885).
- Charte n° VII : Confirmation des privilèges par Charles le Gros (885).
- Charte n° VIII : de Charles le Simple (908).
- Charte n° IX : Association de prières entre les monastères de Saint-Martin (910).
- Charte n° X : Donation et confirmation par le roi Raoul des privilèges de l'abbaye (924).
- Charte n° XI : Élection d'Humbert comme abbé de Saint-Martin (949).
- Charte n° XII : Accord entre le prieuré de Saint-Saulge et le chapelain de Senezy (n.d. XIIe ou XIIe siècle)
- Charte n° XIII : Bulle du pape Nicolas II, déclarant l'abbaye exempte de tout ordinaire et immédiate du Saint-Siège (décembre 1058).
- Charte n° XIV : Don de la chapelle de Magny près d'Avallon, par Henri, évêque d'Autun (1161), et confirmée par l'évêque Gauthier au XIIe siècle.
- Charte n° XV : Transaction entre l'abbaye et son abbé Walther II et La Ferté près de Chalon (1148).
- Charte n° XVI : Donation de la moitié des dîmes de Villène et de Chaume (près Étang), par Bernard d'Alone pour des anniversaires (1151, Walther II, abbé).
- Charte n° XVII : Lettres de l'évêque de Nevers Bernard de Saint-Saulge, donnant l'énumération des églises de son diocèse dépendantes de l'Abbaye Saint-Martin d'Autun (1161).
- Charte n° XVIII : Bulle du pape Alexandre III, confirmant toutes les donations faites à Saint-Martin d'Autun (avril 1164).
- Charte n° XIX : Donation du duc Hugues III de Bourgogne, à Avallon (1176).
- Charte n° XX : Donation de Hugues, duc de Bourgogne, même sujet (1230).
- Charte n° XXI : Permis de pêche dans l'étang de l'Arroux, appartenant aux ducs de Bourgogne, à Autun (1180).
- Charte n° XXII : Raynald, vierg d'Autun, donne à Saint-Martin, un homme et des terres pour son anniversaire (1188).
- Charte n° XXIII : Accord de l'abbaye avec Simon de Semur (1190).
- Charte n° XXIV : Fondation d'une messe quotidienne à Saint-Martin par Ysabelle, femme du vierg Reynald. Il lui est accordé une participation aux prières et mérites du monastère, etc. (1191).
- Charte n° XXV : Donation de la terre d'Eschaulées, par le duc Eudes III de Bourgogne, pour l'anniversaire de son père Hugues III de Bourgogne, mort à Tyr en 1192 - (1197).
- Charte n° XXVI : Fondation par Hugues, abbé.
- Charte n° XXVII : Lettres de transport de Raynald, vierg[Quoi ?] d'Autun, à Sermizelles et Girolles (1199).
- Charte n° XXVIII : Donation d'Elisabeth, veuve du vierg Raynald (1204).
- Charte n° XXIX : Lettre de Gauthier, évêque d'Autun, sur les droits du prieuré Saint-Martin d'Avallon à Magny (1207).
- Charte n° XXX : Robert, chapelain d'Aubigny-la-Ronce, donne à l'église de Saint-Martin-les-Autun le cinquième du dîme d'Aubigny, pour être employé en aumônes. Ratifié en août 1208 par Gauthier II, évêque d'Autun (1260). Hugues, seigneur d'Aubigny, donne des terres. Gilet son fils et sa mère font de nouvelles donations pour être employées en aumônes, en (1263). Jean de Volenay, écuyer, donne aussi un fief à Aubigny. En 1262, le seigneur d'Aubigny rend hommage pour un fief qu'il tient de Saint-Martin à Aubigny. En 1268, Hugues de Millery et Simon son fils, écuyers, devant à Saint-Martin une rente annuelle et perpétuelle de 5 livres, vendent aux religieux le pré Martineot sur les bords de l'Arroux et une cense que leur devait le seigneur Jean d'Autun, écuyer.
- Charte n° XXXI : Droits sur les foires de Saint-Martin, Saint-André et Châlon (1209, reconnue en 1233). En 1236, une autre charte où Jehans, vichier[Quoi ?] d'Ostun, condamne les bouchers à payer à l'abbaye deux deniers sur chaque cuir à poil vendu par eux sur lesdites foires. En 1348, le bailli d'Autun rend une sentence constatant le droit qu'avaient les religieux de lever deux deniers sur l'étalage de chaque panetier et panetière vendant du pain à la foire de Saint-André, qui se tenait près de l'église de Saint-André d'Ostun, et à la foire de Saint-Martin ; et font comparaître par devant Hugue de Chapes, viher[Quoi ?] d'Ostun (omis dans la liste des viergs), plusieurs boulangères et boulangers qui avaient refusé de payer. En 1383, autre sentence qui confirma aux religieux le droit de lever auxdites foires, sur les sauniers, autant de sel qu'on peut lever sur deux doigts de la main.
- Charte n° XXXII : Concession du fief d'Étaule (nommé Stabulæ dans une charte de 1228), près d'Avallon, par le duc Eudes III de Bourgogne (1209).
- Charte n° XXXIII : Promesse du duc de Bourgogne de défendre Saint-Martin et de ne retenir aucun de ses serfs (1215).
- Charte n° XXXIV : Donation d'une maison à Richilde, abbesse de l'Sainte-Marie de Saint-Jean-le-Grand d'Autun, pour la dot d'un moine (1218).
- Charte n° XXXV : Donation à Corbeton et à Saint-Prix-sous-Arnay, par Mathieu, clerc d'Arnay (1219).
- Charte n° XXXVI : Vente du meix d'Étienne de Muyse. Acte passé en présence de Hugues (IV), abbé de Saint-Martin (juin 1221).
- Charte n° XXXVII : Charte sur La Celle (vers 1220), prouvant l'existence de la vigne au XIIIe siècle.
- Charte n° XXXVIII : Fondation de l'anniversaire de Eudes de Sully, chanoine d'Autun, avec une donation au prieuré d'Anzy-le-Duc du quart de ses vignes de Chaumoy, et d'un meix appelé de Arragne (1223).
- Charte n° XXXIX : Donation de deux vignes à Longchamp près de Lucenay-l'Évêque (1225).
- Charte n° XL : Titre concernant la donation des vignes de Longchamp près de Lucenay-l'Évêque (1225).
- Charte n° XLI : Acte de pariage de la terre de Marmagne passé par les moines de Saint-Martin à l"évêque de Clermont, Robert d'Auvergne et au duc Hugues IV de Bourgogne (1226)[24]
- Charte n° XLII : Charte de Béatrice, comtesse de Châlon, au sujet de Chenôves (1226).
- Charte n° XLIII : Forêy d'Étoles, près d'Avallon (1228).
- Charte n° XLIII bis : Sentence de l'archidiacre d'Autun entre la Dame de Corrabœuf et ses fils, et Saint-Martin, au sujet de la terre de Monnetoy (1228).
- Charte n° XLIV : Sentence de l'official d'Autun entre Saint-Martin et le seigneur de Chaudenay. (1229)
- Charte n° XLV : Seigneurie de Sommant, prieuré du Morvan (mai 1230)
- Charte n° XLVI : Fondation de l'anniversaire de Hugues de Mosse ou Muse, prieur de Saint-Saulge, en (1230).
- Charte n° XLVII : Accord entre Jean, comte de Châlon et l'abbaye de Saint-Martin sur la juridiction de Bragny et de Chenôves. (1232)
- Charte n° XLVIII : Transaction entre l'abbé de Saint-Martin et les maîtres et frères de la léproserie d'Avallon (1232).
- Charte n° XLIX : Acquisition d'une grange de pré Charmoy (1236)
- 1236 - Bulle du pape Grégoire IX accordant des dérogations concernant les offices durant l'interdit général[25].
- Charte n° L : Clôture de Saint-Martin
- Charte n° LI : Vente de la terre de Corcelles, sur Marey, par Gauthier, écuyer, en 1240.
- Charte n° LII : Fondation et donation par Hugues de Ternan, chevalier, d'une vigne au Val Bertrand près Verrière, à Saint-Martin, etc. (1240) - Fondation de l'anniversaire de Marguerite de Dinay, épouse de Jean de Saint-Martin. Elle assigne sur Dinay 15 livres de rente que ses trois frères, Hugues, Guillaume et Pierre s'obligent à payer.(1247) - Anniversaire de Guillaume de Fontangy, prieur de Saint-Martin, assigné sur le patronage de Saint-Pantaléon. Il répare à ses frais la maison de Decize appartenant au couvent, moyennant certaines cessions. (1295)
- Charte n° LIII : Engagement de la maison d'Arroux et du droit de pêche à Guillaume, abbé de Saint-Martin (1243).
- Charte n° LIV : Bulle du pape Innocent IV faite lors du concile de Lyon, exemptant Saint-Martin de payer aucune provision, à moins de mention spéciale (janvier...).
- Charte n° LV : Bulle d'Innocent IV, donnée à Lyon sur le même sujet.
- Charte n° LVI : Bulle d'Innocent IV, permission aux moines d'hériter, excepté de fiefs (1245).
- Charte n° LVII : Donation de la 4e partie de la terre de Marey - Pension monacale octroyée à une femme (1246).
- Charte n° LVIII : Transaction entre Guillaume de Loges et Saint-Martin pour la maison d'Arroux et le prieuré du Feste - Anniversaire perpétuel (mars 1248).
- Charte n° LIX : Donation par Henri de Chambum, prieur de Saint-Saulge (1249).
- Charte n° LX : Association entre les moines de l'abbaye Saint-Germain d'Auxerre et Saint-Martin d'Autun (1250).
- Charte n° LXI : Transaction entre Marguerite de Monnetoy (1250), reconnue par son fils en 1281.
- Charte n° LXII : Donation par Hugues de Marmagne (1251).
- Charte n° LXIII : Reconnaissance d'une donation à Dignay par Hugues de Corrabœf (1254).
- Charte n° LXIV : Bulle du pape Alexandre IV par laquelle il commet l'abbé de Saint-Martin de Nevers pour examiner le rescrit de Rome obtenu par l'évêque d'Autun touchant à l'exemption de Saint-Martin d'Autun, sans avoir déclaré qu'il y avait un litige à ce sujet entre les parties (4 décembre 1255).
- Charte n° LXV : Bulle du pape Alexandre IV, qui annule toutes les lettres que l'évêque d'Autun aurait pu obtenir contre Saint-Martin (30 décembre 1255).
- Charte n° LXVI : Transaction entre l'évêque d'Autun Girard de La Roche de Beauvoir et Guillaume abbé de Saint-Martin d'Autun, l'évêque pouvant visiter le couvent une seule fois durant la vie de l'abbé, sans aucun droit de réforme.
- Charte n° LXVII : Bref du Pape Alexandre IV, commettant le Cardinal de Saint-Laurent, puis celui de Sainte-Sabine, pour accorder les deux parties (évêque et abbé) au sujet de Saint-Martin d'Autun, autre charte à ce sujet (1256)
- Charte n°LXVIII : Transaction avec l'évêque qui ne pourra visiter le couvent que seul, sans pouvoir y boire, manger et dormir et le fera une seule fois durant la vie de l'abbé. (1256).
- Charte n° LXIX : Donation de Sara, mairesse de Marey (1257) - Voir charte no 57.
- Charte n° LXX : Don de 40 livres par deux moines pour réparer le clocher (1258).
- Charte n° LXXI : Anniversaire de Jean de Châtillon, fondation sur la terre de Bunas (1256). Aveu de Jean de Châtillon-en-Bazois, neveu de Jean de Roussillon, pour ses fiefs de la vallée de La Celle-en-Morvan et de Sommant (1260).
- Charte n° LXXII : Anniversaire de Bathélémy de Riveau (1260).
- Charte n° LXXIII : Donation de Geoffroy de Champalemant, dans la seigneurie de Bunas (1263).
- Charte n° LXXIV : Cession du fief de Lespanneau et de ses dépendances, faite par Guy de Villarnoult, avec foi et hommage envers l'abbé pour 100 livres (1263). Le même jour, une reconnaissance de fief de Guy de Villarnoult porte qu'il avait emprunté 400 livres de l'abbé.
- Charte n° LXXV : Anniversaires fondés dans l'église de Saint-Martin d'Autun à la charge de l'abbé (1265).
- Charte n° LXXVI : Bulle du pape Clément IV en faveur de Michel de Meursault, abbé de Saint-Martin, adressée à l'évêque de Nevers commis pour bénir cet abbé, à la suite du refus de l'évêque d'Autun (1267).
- Charte n° LXXVII : Bulle de Clément IV à Michel de Meursault, abbé de Saint-Martin, confirmant les privilèges des abbés (30 décembre 1266).
- Charte n° LXXVIII : Donation de Hugues de Lucenay et autres à Drousson, hameau de Curgy (1268).
- Charte n° LXXIX : Échange fait avec Hugues, duc de Bourgogne, de la terre de Saint-Hilliers près de Dôle pour l'usage dans ses bois des environs d'Autun. Transaction pour le prieuré d'Avallon, Chenôves et autres lieux (1270). Confirmée par Philippe le Bon (1457).
- Charte n° LXXX : Anniversaire de Gauthier de Muse, fondé par Symonin, fils de Hugues de Millery (1270).
- Charte n°LXXXI : Anniversaire de Jean de La Roche, et fondation d'une messe du Saint-Esprit, assignée sur Saint-Valérien, près de Courtenay (1270).
- Charte n° LXXXII : Bulle du pape Grégoire X portant confirmation des privilèges de Saint-Martin (1274).
- Charte n° LXXXIII : Anniversaires fondés à Saint-Martin(1270).
- Charte n° LXXXIV : Fondations d'anniversaires, 1274- dont: Pierre de La Roche, moine de Saint-Martin 1275-1290.
- Charte n° LXXXV : Bulle du pape Nicolas III, Confirmant les exemptions et privilèges de Saint-Martin (1280).
- Charte n° LXXXVI : Bulle du pape Nicolas III, contre les justices séculières qui empiètent sur Saint-Martin. (1280).
- Charte n° LXXXVII : Bulle de Nicolas III concernant les offices à l'abbaye de Saint-Martin d'Autun durant l'interdit général.(1280) (Les archives municipales d'Autun conservent une bulle de Grégoire IX, avec sceau, accordant la même permission en 1236.
- Charte N° IX bis, supplément : Testament de Guillaume de Crux-la-Ville, parent des sires de Roussillon, enterré à Saint-Martin (1277).
- Charte n° LXXXVIII : Dot de Gérard d'Alligny assignée à Saint-Martin par ses frères (1284) (les seigneurs d'Alligny avaient à Autun un hôtel dans l'impasse du Jeu-de-Paume).
- Charte N° I supplément: Lettre de Raoul II de la Tourette, archevêque de Lyon, reconnaissant qu'il n'est venu à Saint-Martin, qu'à titre d'ami, sans avoir droit de visite dans l'abbaye (1286).
- Charte n° LXXXIX : Échange entre les religieux de Bellevaux et ceux de Saint-Martin (1289).
- Charte n° XC : Reconnaissance de mainmorte à Thory (1294).
- Charte N° XV, supplément : Fondation de l'anniversaire de Lombard Lefort, d'Autun, par sa femme Gilette (1313).
- Charte n° XCI : Dénombrement de Marguerone, fille de Jehan de La Roche (1395). Ce Jean II de La Roche-Milay força le cloître d'Autun avec armes et cavaliers et fit pénitence publique, en chemise et un cierge à la main.
- Charte n° XCII : Reconnaissance d'un fief à Millery (1295).
- Charte n° XCIII : Fondation de l'abbé Hugues (24 juin 1296).
- Charte n° XCIV : Donation du curé de Girolles) (1297).
- Charte n° XCV : Donations par Béatrix de Montjeu : La Planchette - Videlicet - Beyreu - la Noirice (1297).
- Charte n° XCVI : Abonnement de la taille à Agneot près Girolles dans l'Yonne (1298).
- Charte n° XCVII : Charte de Henri I de Villars, archevêque de Lyon (1298).
- Charte N° IX, supplément : Testament de Odon de Roussillon (1298). et en annexe du Janvier 1420, un reçu de l'anniversaire d'Eudes de Roussillon.
- Charte n° XCVIII : Donation de la terre de Dinay par l'abbé Hugues, pour subvenir aux besoins du couvent en œufs et fromage (1299).
- Charte n° XCIX : Donation d'un meix à Eschaulées par Guy de Chaudenay, physicien, pour son anniversaire (1300).
- Charte n°C : Fondation d'un cierge devant l'autel, dans l'église de Saint-Martin (1305).
- Charte n° CI : Donation du meix Bardoux près de la rivière d'Accoron, vers Saint-Jean (le Grand) à Saint-Pantaléon (1305)
- Charte n° CII : Ventes à Varolles par Agnès de Magny (1311).
- Charte n° CIII : Droits des religieux de Saint-Martin sur les vendeurs de sel, viande cuite ou crue, aux foires de Saint-André et de Saint-Martin. (1318)
- Charte n° CIV : Guillaume, maire de Monestoy, reconnaît une rente de 10 sols dijonnais pour l'anniversaire d'une demoiselle de Quincey, inhumée à Saint-Martin 15 mai 1322.
- Charte n° CV : Anniversaires des sires de Vautheot (1322).
- Charte n° CVI : Lettre du duc Eudes IV de Bourgogne au châtelain de Tréchâteau qui inquiétait les religieux de Saint-Martin à propos de l'étang d'Avallon (1323).
- Charte n° CVII : Renonciation de Eudes IV de Bourgogne à ses prétentions sur le pré de l'étang d'Avallon (1323).
- Charte n° CVIII : Transaction entre le seigneur de Monestoy au sujet des limites de justice et des droits qu'il revendiquait sur les habitants de Dinay (9 février 1326).
- Charte n° CIX : Bulle du pape Jean XXII à l'abbé de l'abbaye de Saint-Martin de Nevers pour le charger d'excommunier Bernard Marchand, officier de justice séculière d'Autun, qui avait emprisonné un moine (1326).
- Charte n° CX : Aveu et dénombrement rendus à l'abbé de Saint-Martin par Guillaume de Montholon, pour différentes possessions de Sommant, Verrières, Reclennes et Tavernay (1328).
- Charte n° CXI : Fondation de la chapelle Saint-Antoine par Hugues de Roussillon, moine de Saint-Martin. Il choisit sa sépulture dans cette chapelle et la pourvoit de vases, livres, etc.(1333).
- Charte n° CXII : Donation de la terre de Bunas par l'Abbé Jean de Marigny, au couvent de Saint-Martin, pour se décharger de la fourniture de vêtements, pelisses, harengs, etc.(1334
- Charte n° CXIII : Ordonnance des commissaires du Duc de Bourgogne, révoquant les lettres de bourgeoisies accordées par les officiers du roi, au bailliage de Sens, à 53 habitants du bourg de Girolles, près Avallon, et les remplaçant dans la condition de taillables et mainmortables où ils étaient auparavant (août 1335)
- Charte n° CXIV : Jean I de Marigny, abbé, nomme des administrateurs à l'occasion des dettes de l'abbaye. (1336)
- Charte n° CXV : Fondation de la chapelle Saint-Christophe, dans l'église Saint-Martin par Étienne et Jean, fils de Lombart Lefort, d'Autun. Donation à Girolles. (1336)
- Charte n° CXVI : Différends avec les collecteurs des provisions à Bunas. (1339)
- Charte n° CXVII : Aveu et dénombrement de Perrin Gaudry, pour sa maison de Prangey (1340).
- Charte n° CXVIII : Engagement des religieux à célébrer, un certain nombre de messes pour le repos de l'âme de Geoffroy de Chaumont leur abbé. (1342)
- Charte n° CXIX : Huguenin, prévôt de Sommant, fait diverses cessions à l'abbaye de Saint-Martin en échange de la mairie de Girolles (1346).
- Charte n° CXX : Aveu de Perrenète de la Boulaye (1347).
- Charte n° CXXI : Fondation d'un luminaire de cire par l'abbé Geoffroy, et de quatre anniversaires (1347).
- Charte n°CXXII : Bail de quelques murailles et places de maisons sises rue de la Parcheminerie à Nevers, appartenant à Saint-Martin d'Autun (1347).
- Charte n° CXXIII : Donation à Girolles, par les héritiers de Robert Dampjean, en reconnaissance des bienfaits de l'abbaye (1348).
- Charte n° CXXIV : Fondation d'un obit pour frère Pierre de Fontaines, par l'abbé Geoffroy (1348).
- Charte n° CXXV : Lettres de Jean II de Chalon-Arlay, seigneur d'Arlay, de Guysel, de Lille sous Mont Réaul par lesquelles il déclare que les serfs de l'abbé de Saint-Martin ne peuvent se désavouer et qu'il n'en recevra aucun sur ses terres, etc. moyennant deux cents écus d'or et un palefroi grisart que lui remettent les moines (1351).
- Charte n° CXXVI : Extrait du testament du Duc Eudes IV de Bourgogne, décédé subitement à 54 ans le 3 avril 1349 à Sens. Donation à l'abbaye de Saint-Martin pour dire messes anniversaires (copie de 1352).
- Charte n° CXXVII : Règlement sur les joyaux de l'église.
- Charte n° CXXVIII : Fondation d'une messe à l'autel de la Vierge, dans l'église Saint-Martin, par l’abbé Jean Bruley (1361).
- Charte n° CXXIX : Fondation de l'abbé Jean Bruley (1364).
- Charte n° CXXX : Justice totale de Saint-Martin à Bunas ; exécution de Guillaumes le Gros du Rié (6 août 1367).
- Charte n° CXXXI : Cession des terres de Girolles et de Sermizelles, au religieux de Bragny, leur vie durant, par l'abbé Alexandre (1373).
- Charte n° CXXXII : Pensions attribuées à des moines (1377).
- Charte n° CXXXIII : Concerne le frère Jean de Jantes (1357).
- Charte n° CXXXIV : Sentence de l'official d'Autun ratifiant la faculté de posséder en propre, accordée aux moines par l'Abbé Guy d'Aglan(m) (1388).
- Charte n° CXXXV : Saint-Pierre-le-Moutier - Trésor trouvé dans le jardin du prieur (1378)
- Charte n° CXXXVI : Fondation de Hugues Garin, chanoine (1382.
- Charte n° CXXXVII : Guy d'Alan, permet à deux chanoines de convoquer le chapitre de Saint-Martin, et de régler les affaires de la communauté. (1383).
- Charte n° CXXXVIII : Sentence des auditeurs de causes d'appel du Duché de Bourgogne, qui condamne le procureur du duc à remettre entre les mains des officiers de justice de Saint-Martin, un criminel Girat Budey, que ledit procureur faisait détenir aux prisons d'Autun. (1385).
- Charte n° CXXXIX : Justice de Saint-Martin à Til près Chalon. (1386).
- Charte n° CLX : Donation de 28 sous de rente sur la terre de Vergoncey. (1389).
- Charte n° CXLI : et dénombrement de Jean dit le Clerc, de Drousson, en faveur de l'abbé de Saint-Martin. (1392).
- Charte n° CXLII : Aveu et dénombrement de Guillaume de Prangey. (1396).(Notes: le fief de Prangey fut érigé en 1223, en faveur de Guillaume de Prangey)
- Charte n° CXLIII : Reconnaissance du fief de Belletaine, par Hérard de la Boulaye (1397).
- Charte n° CXLIV : Droit de joyeux avènement de l'abbé de Saint-Martin sur les bordelliers de Saint-Pierre-le-Moutier (1400).
- Charte n° CXLV : Transaction entre l'abbaye de Saint-Martin d'Autun et le chapitre d'Autun pour des raisons de pêche sur la rivière Arroux (1402).
- Charte N°XVI, supplément : Union de l'Église paroissiale de Saint-Jean-de-la-Grotte, au décanat de l'Église cathédrale d'Autun (1409). Cette charte présent un intérêt historique certain, réunion du diocèse d'Autun à l'obédience du pape Alexandre V, vers la fin du grand chiste d'occident. L'élection de ce pape avait été sanctionnée par le concile de Pise auquel Milon de Grancey, évêque d'Autun, avait envoyé un représentant nommé Jacques, et que les actes du concile qualifient d'évêque ; il était probablement un évêque suffragant. Le doyen Geoffroi de Thoisy représente l'église d'Autun au concile de Constance.
- Charte n° CXLVI : Discours de Louis de Charency au chapitre de Saint-Martin contre les vices d'administration (1411).
- Charte N° XIV, supplément : Testament de Jean Petitjean, d'Anzy, seigneur de Chamilly-en-Chalonnais, et de Chanceau-les-Marcigny, père de l'abbé Jean Petitjean de l'abbaye de Saint-Martin d'Autun (1415).
- Charte n° CXLVII : Bulle du pape Eugène IV, portant commission adressée au prieur de Saint-Symphorien d'Autun pour rétablir l'abbaye de Saint-Martin et les prieurés de sa dépendances dans les biens meubles et immeubles dont ils avaient joui ou dû jouir (1431).
- Charte n° CXLVIII : Bulle d'Eugène IV confirmant l'élection de Jean Petitjean, abbé de Saint-Martin, successeur de Guillaume du Bois (1433).
- Charte N° III, supplément : Lettre de Jean Petitjean au duc de Bourgogne, au moment de ses différends avec le cardinal Rolin (1er janvier vers 1438) par l'intermédiaire du conseiller du duc Ferry de Clugny.
- Charte N° IV, supplément : Réponse de l'évêque de Tournay à Jean Petitjean.
- Charte n° CXLIX : Confirmation par le duc Philippe III de Bourgogne de la Charte du duc Eudes III de Bourgogne, promettant de ne rien usurper à l'abbaye de Saint-Martin (juin 1441).
- Charte n° CL : Certificat de l'Abbé de Vézelay, qui constate les titres établissant l'exemption de l'abbé de Saint-Martin de la juridiction de l'évêque d'Autun, au sujet d'Anzy (10 février 1449).
- Charte n° CLI : Accord entre Jean V Rolin, évêque d'Autun, et Jean Petitjean, abbé de Saint-Martin (10 mai 1451).
- Charte n° CLII : Droit de chasse et conditions accordées aux gens de Girolles par Jean Petitjean, abbé de Saint-Martin (1451).
- Charte n° CLIII : Provisions de l'office du prieuré d'Anzy accordées par l'abbé de Saint-Martin à frère Louis de Montjournaut, religieux (29 septembre 1457).
- Charte n° CLIV : Lettres de Charles VII tendant à empêcher que le cardinal Rolin, évêque d'Autun, ne puisse citer en cour de Rome les religieux, abbé et couvent de Saint-Martin, conformément aux décrets de Basle et de la Pragmatique sanction (9 juillet 1460)
- Charte N° V, supplément : Minuta decreti electionis postulationis reverendi domini cardinalis Eduensis ad monasterium sancti Martini extra muros Eduenses. (1462).
- Charte n° CLV : Exécution d'une bulle de Pie II, pour l'union du prieuré de Thil à la manse conventuelle de Saint-Martin, faite par Guillaume Macé, abbé séculier de Cervon, suivant le pouvoir à lui donné par une bulle, et sur la démission de frère Robert Guillemer, prieur de Thil. Il unit et incorpore pour toujours ledit prieuré avec tous ses droits et revenus à la communauté des religieux de Saint-Martin, afin que le divin service y puisse être mieux fait. Ceci se passait le 6 avril 1463. Le 18 on envoya Claude de Voilles, religieux de Saint-Martin, au nom du couvent, qui incorpora ce prieuré à l'abbaye ; ledit acte fait en présence de Jean Gueronti, prêtre d'Auxerre, notaire apostolique.
- Charte N° X, supplément : Lettres d'affranchissement des habitants de l'abbaye de Saint-Martin et de ceux de Saint-Pantaléon, le 13 juillet 1463.
- Charte n° CLVI : Union du prieuré de Thil-sur-Arroux au monastère de Saint-Martin, en vertu d'une bulle de Pie II, à la requête du cardinal Rolin (1463).
- Charte N° VIII, supplément : Instrument des sépultures des sires de Roussillon qui sont inhumés au chapitre du monastère de Saint-Martin (1468).
- Charte n° CLVII : Ordre du Duc de Bourgogne Charles le Téméraire aux habitants de Thil de faire guet et garde au château 28 mars 1469, par lettres lues par son sergent Maître Delavaux.
- Charte N° II, supplément : Décharge donnée par les religieux de Saint-Martin, aux chanoines de Beaune, d'un coffre qu'ils avaient confié à ces derniers pendant la guerre (10 novembre 1475)
- Charte N° VII, supplément : Statuts et ordonnances des enfants qui prenaient l'habit de religion à Saint-Martin (XVIe siècle)
- Charte N°XIII, supplément : Lettre à Tristan de Salazar, abbé commendataire de Saint-Martin (vers 1501). Au dos est porté, d'une main tardive : « Missive du prieur de Bragny, à M. l'abbé de Saint-Martin, qui énonce que les habitants de Chenôves ont estés affranchis moyennant cinq cents livres. »
- Charte n° CLVIII : Mandement de Robert Huraut, abbé de Saint-Martin, qui ordonne au prieur d'Anzy-le-Duc de recevoir dans son prieuré Jean de Marry, religieux de Saint-Martin (11 novembre 1547).
- Charte n° CLIX : Règlement de Robert Huraut au sujet des aumônes (4 mars 1550).
- Charte n° CLX : Testament de mort de Robert Huraut dit l'Antien, abbé de Saint-Martin (1562) (Codicille de 1567).
- Charte N° VI, supplément : Discours[26] contre F. Marcoux du couvent de Saint-François à Autun qui disait en chaire qu'Autun était « infesté de Huguenots » (1588).
- Charte n° CLXI : Information dans l'intérêt des droits de l'abbaye de Saint-Martin sur la prise du château de Girolles (1589).
- Charte n° CLXII : Requête (subséquemment accordée) des moines de Saint-Martin au chapitre d'Autun pour avoir le droit de placer un banc à l'église cathédrale (1610).
- Charte n° CLXIII : Procès-verbal de l'ouverture du tombeau de la reine Brunehaut (25 août 1632).
- Chatre N° XVII, supplément : Copie d'un manuscrit existant dans les archives du presbytère d'Anzy-le-Duc, incendie du clocher du prieuré.
- Charte n° CLXIV : Relevé des procès-verbaux des miracles opérés au crucifix de Saint-Martin de 1646 à 1680.
- Charte n° CLXV : Acte certifiant la guérison de Gabriel-Jean-Gilbert de Carbonnières, fils de messire Philibert de Carbonnières, marquis de la Capelle-Biron (par devant Moreau, notaire à Autun le 5 juin 1677.
- Charte N°XII, supplément : Lettres de l'abbé Lebeuf, au prieur de Saint-Martin d'Autun en date du 27 mars 1754, au collège de Cambray, place de Cambray, à Paris
- Charte N° XI, supplément : Note sur l'abbaye de Saint-Martin d'Autun, extraites du département de Saône-et-Loire. Les prieur et religieux de Saint-Martin d'Autun, de la Congrégation des bénédictins de Saint-Maur n'étaient en 1790, qu'au nombre de huit.
- Charte N°XVIII, supplément : Fondation à Anzy de Monseigneur Roch-Étienne de Vichy, évêque d'Autun, dernier titulaire du prieuré.

## Propriétés, terriers, bénéfices
(liste non exhaustive)
Elle possédait au sommet de sa puissance une surface de terre, telle qu'elle aurait permis de vivre à cent mille personnes. En 1790, les revenus du monastère étaient de 28 208 fr. 7s. 8d. et les charges de 11 958 fr. 18s. 4d. ce qui laissait une somme de 16 254 fr. 9s. 4d.
- Orbits
- Fondations d'Anniversaires
- Droit de pêche sur l'Arroux (charte de 1402)[27]
- Extrait du terrier de l'aumônier de Saint-Martin d'Autun portant qu'il est décimateur de Villebert daté du 2 avril 1453[28].
- Droits sur les vendeurs de sel, viande cuite ou crue, aux foires de St André et de Saint-Martin (charte 103 de 1318).
- Murailles et maisons, rue de la Parcheminerie à Nevers, données à bail (charte de 1347)[29].
- Le Moulin à Saint-Martin et ses dépendances, encore en possession de l'abbaye en 1790[30].
- Terres à Prangey en Bourgogne : La Ruée - Pré Tort - Tronchot -  Comba - Curée - Rocham de Sommant - Malpas - Brulemouton - la Gravière.
- Terres à Saint-Pierre-l'Etrier, lieu-dit Chanchauvain, puis Champ-Chanoux, avec haute, moyenne et basse justice (charte 138 de 1385), fief qui appartient ensuite aux religieuses bénédictines de l'abbaye de Chanchanoux à Saint-Eugène, qui devient un prieuré.
- Terres à Verrières (restituées en 885), Reclennes, Tavernay (charte de 1328)[31], avec droit de haute, moyenne et basse justice (charte de 1385)[32].
- Pré, sous l'étang d'Avallon (charte 106-107 de 1323).
- Terres à Varolles par Agnès de Magny (charte 102 de 1311).Avec haute, basse et moyenne justice (charte de 1385)[32].
- Terres de La Planchette - Beyreu Aubaron - La Noirice (charte 95 de 1297).
- Meix Bardoux, près de la rivière d'Accoron, vers Saint-Jean-le-Grand à Saint-Pantaléon (charte 101 de 1305).
- Meix à Eschaulées, donation de Guy de Chaudenay, physicien pour son anniversaire (charte 99 de 1300).
- restitution de la terre de Chambord en Nivernais en 885.
- Terre à Eschaulées, donation du Duc Eudes III de Bourgogne pour l'anniversaire de son père (charte de 1197)[33]. Terre et domaine d'Echaulée, à Dracy-Saint-Loup, encore en possession de l'abbaye en 1790[34].
- Terres à Sermizelles, données par l'abbé Alexandre aux religieux de Bragny, leur vie durant (charte de 1373)[35].
- Terre à Agneot, près de Girolles, dans l'Yonne (charte de 1298)[36].
- Terre de Saint-Valérien près de Chalon-sur-Saône (charte de 1270)[37].
- Terre de Saint-Hilliers près de Dôle (charte de 1270)[38].
- Terres de Drousson (charte de 1268)[39].
- Terres à Corbeton et à Saint-Prix-sous-Arnay, donation de 1219 (charte n° XXXV).
- Terres de Corcelles sise sous Marey (charte de 1240)[40].
- Terres à Marey (charte de 1246[41], charte de 1257[42]).
- Terres de Chaudenay (charte XLIV) de 1229.
- Terres à Monnetoy (XLIII bis de 1228 et LXI de 1250 et 1281)
- Bois de La Noue (Terrier du XVIe), traversé par un chemin médiéval[43]
- Marmagne : pariage de la terre (charte n°XLI de 1226) ; donation territoire de Muresello (charte 62 de 1251).
- Les dixmes de Torcy
- Grange pré Charmoy (charte de 1236[44]).
- Vignes de Longchamp près de Lucenay-l'Évêque. (1225)-(chartes 39 & 40)
- Curgy; " Pâture Saint-Martin ", D1, no 113 cadastre de 1823 ?, ainsi que " La Mouille de Saint-Martin ", A2 no 236 à 238 cadastre section de 1835 au finage de Saint-Symphorien-de-Marmagne[45]
- Fréjus; Vaison-la-Romaine;
- Maux, la terre de Beunas - (charte 4 de 877), toujours en possession en 1334
- Verrières-sous-Glaine, pour partie. (charte 4 de l'an 877) - une vigne par Hugues de Ternan au Val Bertrand (charte 52 de 1240).
- Terres de Neuvy (Charte no 4 de 877) - Saint Martin-de-la-Mer (21) - Sampigny- Decize (71) - Maranges -
- Terres de Rejus et autres à Saint-Martin-du-Lac[46].
- Terres à Chanceau-les-Marcigy[46]
- Domaine Bardolet, à Saint-Martin, encore en possession de l'abbaye en 1790 (charte No 11, supplément)
- Domaine des Granges (71) (confirmation charte no 10. An 924), terre donné par Brunehaut au VIe siècle les moines y installent un prieuré ou ils stockent des grains. Terre aliénée au XVe siècle, au profit de Nicolas Pontoux, avocat à Châlon et qui restera dans cette famille jusqu'en 1769, date à laquelle Marie Delavigne l'apporte en dot à Louis Bernigaud, lieutenant général du bailliage.
- Domaine de Thil à Chenôves, et manses de Chenôves.(Charte LII de 1226 - Charte XLVII de 1232)
- Terre à Bargemon, près de Fréjus, restitution en 885[47].
- La Porcheresse, au finage de Auxy.
- Colombier (Charte no 3 de 875) - Etor - Chapaize (71) - Saint-Martin-du-Puy (58) - Lux (21) - les terres de la Vallée de Saint-Sernin-du-Bois.
- Maletat (donation et confirmation charte no 10 de 924).
- Fief de Bellefontaine, en Saône-et-Loire (charte 143 de 1397).
- Fief d'Étaule, concession du duc, Eudes III de Bourgogne (charte n°XXXII de 1209).
- Fief de Millery, reconnaissance (charte 92 de 1295)
- Fief de Champcourt, composé de deux domaines, dépendances de Vareilles. Il y eut jadis un manoir seigneurial dont il ne restait au XIXe siècle que le Colombier, terre dépendant de l'abbaye[48].
- Forêt d'Etoles (Étaule), près d'Avallon (charte n° XLIII de 1228).
- Seigneurie de Sommant[49]. Divers cessions en échange de la mairie de Girolles, avec Huguenin prévôt de Sommant (charte 119 de 1346).
- Terre à Dignay ou Dinay (Monestoy) (charte LXIII de 1254). Donation de cette terre par Hugues, abbé, pour subvenir aux frais des œufs et du fromage du couvent (charte 98 de 1299). (charte 108 de 1326, sur une transaction sur les limites de justice). Terres à Sommant charte 110 de 1328), avec droit de haute, moyenne et basse justice (charte 138 de 1385). Terre de Dinay encore en possession de l'abbaye en 1790 (charte No 11, supplément).
- Maison à Decize, réparée à ses frais par Guillaume de Fontangy, abbé de Saint-Martin (charte 52 de 1295)
- Terre de Thil-sur-Arroux, donné (restitution) en toute justice en 885, par Carloman, et confirmée en 923, par le roi Raoul. Elle comprenait outre le village, les hameaux de Souves et de Démétry avec dans sa mouvance la terre de Chevigny. Encore en possession de l'abbaye en 1790 (Charte No 11, supplément).
- Terre de Chevigny au Sud de Thil-sur-Arroux, avec un ancien château, tenue par les moines en toute justice, par Simon de Semur, qui reconnait que tout ce qu'il possède à Thil et dans son territoire relevait de l'abbaye (1190). Henri de Brancion, seigneur ruiné par les croisades engagea sa terre de Chevigny pour 440 livres viennoises à l'abbé en 1249, et fit ratifier cette cession par Renaud et Elisabeth de Semur[50].
- Terre de Bunas, finage d'Urcey (charte 71 de 1256 & 73 de 1263), donation par Jean de Marigny abbé, en 1334 (charte 112).
- Fief de Lespanneau et de ses dépendances (chartes 74 de 1263). Le 4 décembre 1459, commission de l'abbé de Saint-Martin pour la perception et régie de la terre et seigneurie de Lespanneau.
- Un pré attenant à l'église Saint-Léger-du-Chemin à Drousson, cédé par Bardoux, prêtre en 1305 (charte CI[pas clair]).
- Terres de Thory, reconnaissance de mainmorte (charte 90 de 1294).
- Terres à Girolles (restitution de 885), donation du curé du lieu (charte 94 de 1297)-Donation supplémentaire en (charte 115 de 1336). Échange de la mairie, contre des terres à Sommant (charte 119 de 1346) - Donation par les héritiers de Robert Dampjean (charte 123 de 1348). Donation des terres de Girolles par Alexandre, abbé de Saint-Martin, aux religieux de Bragny, leur vie durant (charte 131 de 1373) - droit de chasse aux habitants accordé par Abbé Petijean (charte 152 de 1451).
- Maison à Prangey (charte 117 de 1340 ; charte 142 de 1396).
- La moitié du domaine de Chamboy, à Tavernay, une tuilerie, le domaine du pré Charmoy ; le bois du Deffend et plusieurs autres bois à Tavernay, encore en possession de l'abbaye en 1790 (Charte No 11, supplément).

Prieurés
- Prieuré Saint-Révérien de Saint-Révérien, possession de l'abbaye jusqu'au XIe siècle, passe ensuite à l'abbaye de Cluny.
- Prieuré Saint-Pierre de Decize, depuis l'association des moines avec ceux de l'abbaye Saint-Germain d'Auxerre, en 1250 (charte LX) dont dépendait ce prieuré. C'est sûrement celui dont il est question dans la charte de LII de 1295 : Il répare à ses frais la maison de Decize.
- Prieuré Saint-Hilaire de Commagny, hameau de Moulins-Engilbert, dotation de Brunehaut. Un prieuré y est fondé au début du VIIIe siècle, qui absorbera James. Confirmée par la charte n° XVIII.
- Flavigny (charte no 9 de 910).
- Prieuré de Saint-Humbert de Hauteville, Cry (diocèse de Langres) ; supprimé au XVe siècle (confirmation charte 10 de 924).
- Prieuré Saint-Martin de Thil-sur-Arroux, à Thil-sur-Arroux (confirmation charte 10 de 924) (supprimé au XVe siècle). Engagement de cette maison et du droit de pêche à Guillaume, abbé de Saint-Martin (charte 53 de 1243). C'était l'un des plus riches prieurés de l'abbaye Saint-Martin.
- Prieuré d'Anzy-le-Duc : en 876 Letbalde, seigneur d'Anzy-le-Duc, fait don d'une villa à l'abbé de Saint-Martin d'Autun, pour édifier un monastère dont le premier prieur sera Hugues de Poitiers en 880[51]. En 1770, le prieur paie 40 écus de patronage à l'abbé de Saint-Martin[52]. (charte 150 de 1449). Par l'accord du 10 mai 1451 l'abbé Jean Petitjean et Jean V Rolin, évêque d'Autun décident de gouverner le prieuré d'Anzy ensemble et l'évêque en demeure le prieur (charte 151) - Exécution de la bulle de Pie II (charte 155 de 1463, charte 156 de 1463).
- Prieuré de Saint-Pierre-le-Moûtier à Saint-Pierre-le-Moûtier (confirmé par charte n°XVIII - charte 135 de 1378, charte 144 de 1400, charte 148 de 1433).
- Abbaye de Vézelay : fut un temps sous la dépendance de Saint-Martin d'Autun.
- Saint-Bénigne, Saint-Germain d'Auxerre - Moûtier-Saint-Jean - Corbigny - Poulthiers - Fleury-sur-Loire - Saint-Pierre de Chalon - Saint-Seine (charte no 9 de 910).
- Abbaye Saint-Symphorien d'Autun (charte no 9 de 910).
- La Celle-en-Morvan, restitution de la terre en 885 (cellule de Saint-Merry) (charte 10 de 924 et charte n° XXXVII de 1220). Il y existe de la vigne au XIIIe siècle.
- Le Fête (21).
- James, plus tard absorbé par Commagny.
- Uxeau (donné à l'abbaye Saint-Pierre de Châlon au début du XIIe siècle).
- Rouvres qui aurait rapidement quitté Saint-Martin[53]
- Marmagne.
- Abbaye de Chanchanoux à Saint-Eugène, qui sera transférée par la suite à des moniales bénédictines et devient un prieuré (Chanchauvin) (charte 138 de 1385).
- Prieuré Saint-Martin de la Vigne devenu prieuré de Saint-Saulge
- Prieuré du Morvan à Sommant (Priori Morvantii). Emplacement non localisé aujourd'hui (charte n°XLV).
- Chenôves (sous la garde du Duc).
- Prieuré de Bragny (prieuré Saint-Martin de Bragny), fondé en 929 sur des terres données par le roi en 924 (charte 10). Cession de terres à son bénéfice (charte 131 de 1373).
- Prieuré Saint-Pierre de Châlon
- Prieuré Saint-Patrocle de Colombier[54], à Colombier (Allier), donné en 924,charte n° X, propriété confirmée en 1164, par la bulle d'Alexandre III[55],et revendu au XIIe siècle au prieuré clunisien de Souvigny.

Cures
Elle avait le patronage de soixante-douze églises.
- Église de Saint-Saulge, jadis nommée Saint-Martin (charte no 8 de 908). Église de Saint-Maurice (Nièvre), don du prieur de St-Saulge (diocèse de Nevers).
- Église de Saint-Péreuse. En 1161 Bernard de Saint-Saulge, évêque de Nevers, reconnaît dans ses lettres à l'abbé Bernard II que l'église est bien la propriété de l'abbaye de Saint-Martin d'Autun, à cause de son prieuré de Commagny[56].

et cette donation, est également confirmée par une bulle du Pape Alexandre III, réfugié en France en 1164 : « In Nivernensi épiscopatu ecclesiam de S. Petrusio. »
- Église de Saint-Gièvres (détruite) sur la commune d'Autun, appartenait à l'abbaye en 1789[58].
- Église de Saint-Pantaléon, donnée en 1132 à l'abbaye par Étienne de Bagé, évêque d'Autun. Les reliques furent sauvées des destructions commises par les calviniste et rendues contre la promesse des moines de rebâtir l'église. Cadastre de 1823, section A no 340, feuille 4. Dans l'enceinte du cimetière au nord-ouest de l'actuelle[59]. En 1295, l'abbé de Saint-Martin en assigne le patronage pour fonder son anniversaire[60].
- Bragny-en-Charolais, dépendances de Saint-Martin d'Autun (Donation et confirmation charte no 10 de l'An 924), diocèse de Nevers. Et (charte XLVII de 1232)
- Cussy-les-Forges, Bunas (donation & confirmation, charte no 10 de 924) - Anost - Les Granges & Chenôves au diocèse de Châlon (Donation & confirmation An 924, charte no 10)- Saint-Pierre-le-Moutiers - Tannay - Saint-Martin-du-Bourg à Avallon (désaffectée à la Révolution) - Toutry - Lucy-le-Bas - Saint-Martin-de-la-Bretonnière (58) - Le Cry (89) au diocèse de Langres.
- - Précy-sous-Thil - Bragny - Crux-la-Ville - Crux-le-Château - Narloux - toutes du diocèse de Nevers.
- Thoisy-le-Désert - Le Feste - Marmagne - Saint-André - Maletat - Châtillon-en-Bazois - Charbonnat - Les Gémeaux (polyandre de Saint-Pierre l'Etrier) -Haut-Pont - Haute-Ville - Avrilly - Bussel - Urbize - Chenay - Le Lac - Urbise - Chenay - La Valette - Uxelles - Vindecy - Montceaux-l'Étoile - Bragny - Clessy - Chassy - Étormet - Tavernay - paroisse St Martial en (1789), mais Saint-Martin en 1757 à Sommant - La Celle - Saint-Prix - Verrière - Magny - Girolles(donation charte n°X de 924) - Annéot - Sermizelles - Saint-Péreuse - James(chapelle) - Moulins-Engilbert - Aulnay - Saint-Maurice - Saint-Saulge - Narloux - Sanisy - Cizely - Saint-Babille - Saint-Humbert - Langeron - Château-sur-Allier - Saint-Augustin - Livry - Le Cry - Cougny - Précy - Azy - Trenay - Mornay - Saint-Martin-de-la-Mer - Toury - Chenôves - Saint-Illiers -(Donations confirmées dans la Bulle du Pape Alexandre III en avril 1164, charte n°XVIII.)

Places fortes
(liste non exhaustives)
Louis XII, donne à Lyon le 23 juillet 1501, mandement, qui ordonne à Rigaud d'Aurelhe et au bailli d'Autun de mettre en sa main les places fortes vacantes de l'abbaye de Saint-Martin près d'Autun. (parchemin grand sceau).

## Abbés, et prieurs

### Abbés réguliers
- 602 - Loup ou Lupon, prêtre et premier abbé à qui Grégoire le Grand, adressa le privilège de l'abbaye, seul son nom nous est connu. La date du nécrologue situe sa mort un 15 octobre sans en préciser l'année.
- 650 - Héroald, abbé
- 680 - 700 - Saint-Médéric dit Saint-Merri, prêtre et abbé[62].
- 700 - 725 - Frodulphe, dit St Frou, disciple de St Merry. 725 date de son départ pour Barjon
- 850 ca - Badilon, comte et abbé
- 860 ca - Arnulf, abbé.
- 877 ca - Badilon, fils du précédent, abbé.
- 885 - Grégoire.
- S - D - David.
- 900 - Aymon Ier.
- ap. 926 - Hugues Ier[63].
- 949 - Humbert.
- S - D - Odidoard.
- S - D - Simon.
- S - D - Gison.
- 974 ca - Walter.
- S - D - André.
- 1000 - Hildegrin.
- 1034 - Osald.
- S - D - Geoffroy Ier.
- 1055 - Aymon II.
- S - D - Théotard.
- 1058 - Geoffroi II.
- 1064 - Aymon III.
- 1099 - Hugues II. Année de son décès.
- 1100 - Bernard Ier.
- S - D - Lambert.
- S - D - Nicolas.
- S - D - Philippe.
- S - D - Seguin.
- 1148 - Walther II.
- 1161 - Bernard II, abbé. Prieur : Guillaume Ier
- 1164 - Guillaume Ier.
- 1176 - Achard ou Othard.
- 1188 - Hugues III.
- 1190 - Geoffroy II.
- 1198 - Hugues IV. En 1221, un Hugues abbé de Saint-Martin, passe acte(charte XXXVI)
- 1223 - Guy Ier.
- 1225 - Guillaume II.(Guillelmus) (+1226)
- 1226 - Willelm (Willelmun) - (cité charte n°LII).
- 1228 - Guillelm (Guillelmun) - (cité charte n°XLIII bis), toujours en charge en 1236.
- 1265 - Michel de Meursault. Béni par l'évêque de Nevers Robert II de Marzy sur réquisition du pape Clément IV en 1267, l'évêque d'Autun Girard de La Roche de Beauvoir refusant de donner sa bénédiction à l'abbé[64].
- 1280 - Pierre.
- 1292 - Hugues de Communes ou Commines. Fondation le 24 juin 1296 (charte XCIII)
- 1295 - Guillaume de Fontangy, Prieur de Saint-Martin (charte n°LII)
- 1299 - Hugues, abbé donne la terre de Dinay pour subvenir aux frais des œufs et du fromage du couvent (charte 98 de 1299)
- 1317 - Raynaud.
- 1318 - Bonneau, abbé.
- 1326 - Jean Ier de Marigny, donne la terre de Bunas (charte 112). Prieur : Hugues de Chora.
- 1342 - Geoffroy III de Chaumont.(+ 1342, charte 118).
- 1342 - Pierre de Faisto (Feste ?) (charte 118 de 1342)
- 1347 - Geoffroy (charte 121 de 1347) Sceau : + SIGILLUM GAUFFRIDI DEI GRATIA ABBATIS.S MARTINI EDUENSIS CONT.S.GAUFRIDI ABBIS S. MARTINI EDUENSIS. Abbé avec crosse et la mître, donnant la bénédiction, placée dans une niche accolée de deux autres niches plus petites dans lesquelles les armoiries de Geoffroy sont portées par des anges. - Champ chargé de croisettes au pied fiché, une bande sur le tout. Ces armes ne sont pas de Chaumont.
- 1361 - Jean II Bruley, fonde une messe à l'autel de la Vierge cette année-là (charte 128 de 1361). Il fait sa fondation en 1364 (charte 129).
- 1368 - Alexandre.
- S - D - Guillaume de Vienne.
- 1383 - Guy II d'Agland. dit Guy d'Aglam en 1388 (charte 134).
- 1392 - Jean III de Gomen, nom écrit aussi "Jean de Gomat(o)" (charte 141) et Gomant en 1402 (charte 145).
- 1420 - 1433 - Guillaume III du Bois, de la Tour du Bost.
- 1433 - 1442 - Jean Petitjean, dernier abbé régulier, fut dépouillé par le Cardinal Rollin, aussi apparaît-il nu sur son tombeau. Il venait d'Anzy-le-Duc ou sa famille possédait le fief Le Lac, dit aussi Saint-Martin du Lac. Confirmée par une bulle d'Eugène IV en 1433 (charte 148, charte 151) - (charte 152, donnant droit de chasse aux habitants de Girolles ; et charte III, supplément).

### Abbés commendataires
- 1442 - 1481 - Jean V Rollin, Cardinal, abbé. fils de Nicolas Rollin et Marie des Landes.
- 1481 - Jean VI Rollin, fils bâtard du précédent et de Raymonde de Roucy ou Roussy, religieuse à Avignon. Il sera évêque d'Autun, décédé en 1501[65]
- 1482 ca - Tristan de Salazar, abbé commendaire[66].
- 1500 ca - Jean de Salazar, abbé, neveu de Tristan de Salazar et ancien prieur du prieuré Saint-Hilaire de Commagny. Décédé en 1518
- 1518 - Jean VIII Huraut
- 1529 - Robert Huraut, encore en charge en 1547 (charte 158, charte 159 de 1550). Testament (charte 160 de 1562). Codicille (charte 161 de 1567).
- [vacance]
- 1570 - Guillaume de Tintry, refusa de quitter son abbaye et fut assassiné par les soldats calvinistes de Coligny le 29 juin 1570, âgé de 90 ans[67].
- 1589 - 1597 - Nicolas II Brûlart de Crosne (mort en 1597), le 12 ou 14 novembre 1597, chevalier, abbé de Saint-Martin d'Autun et de Joyenval, conseiller du roi, maître des requêtes (5 août 1570)[68].
- 1595 - Florent de Montmorillon, Grand Prieur et prieur de Saint-Roch-lez-Autun[69].
- 1615 - Antoine Boucher, Grand Prieur de Saint-Martin d'Autun et de Saint-Augustin en Nivernais, son frère Jean fut Grand-Prieur de Moutiers-Saint-Jean et un autre frère également prénommé Jean prieur de l'abbaye de Poitiers. Ils sont les enfants de Edme Boucher, Sg de Flogny et Dame Catherine de Longueil[70].
- 1623 - Pierre Brûlart de Genlis, neveu de Nicolas II, résigne cette année-là. Il est également à la tête de l'abbaye de Joyenval, et conseiller au Grand Conseil[71].
- 1624 - Nicolas III de Castille. Il fit procéder à l'ouverture du sépulcre de la reine Brunehaut le 25 août 1632, afin de s'assurer qu'il contenait bien les restes de la reine. (charte 163).
- 1652 - Henri de Castille.
- 1674 - René Bonneau
- 1708 - Edme Mongin, abbé[72],[73]
- 1746 - Gabriel Cortois de Quincey dit aussi en 1766, M. Courtois, abbé, haut justicier de la paroisse de Marmagne dont il possède les dixmes, ainsi que celles de Torcy, annexes de Montcenis, dont il perçoit également les dixmes. Évêque de Belley.
- 1789 - Dom François Forneron, Procureur de Saint-Martin d'Autun.
- 1790 - Don François Patenaille, prieur

## Religieux et civils connus
(liste non exhaustive)
- 880 - Bernon († 927) gouverna 6 monastères.
- 890 - Saint Odon de Cluny ou Eudes, qui deviendra abbé de Cluny (°879 - + 942)
- 1220 - Étienne de Vautheau, fils de Hugues de Vautheau
- 1275 - Pierre de La Roche, moine de Saint-Martin, fonde son anniversaire. (charte 84 de 1275).
- 1284 - Girard d'Aligny, dit  Besort, novice au monastère ; ses frères, réunis à l'abbaye, lui constituèrent pour sa part d'héritage du patrimoine familial, soit qu'il se fit religieux, soit qu'il restât séculier, une rente de huit livres, sa vie durant. Ils s'obligèrent également envers l'abbaye à une aumône perpétuelle de 20 sous et assignèrent le tout sur le moulin et l'étang de Chamcomeaul, au pariochage d'Aligny[74].
- 1318 - Symon de Barbirey, moine, procureur de l'abbé et du couvent chargé des droits des religieux sur les vendeurs de sel, viande cuite ou crue, vendues aux foires de St André et de Saint-Martin.
- 1326 - Richart de Montreal, moine, procureur, fondé de pouvoir dans la transaction avec le seigneur de Monestoy, le 9 février 1326 ; acte également signé par Haymonin de Saudon, moine de Saint-Martin d'Autun.
- 1333 - Hugues de Roussillon, fonde la chapelle de Saint-Antoine et la choisit comme lieu de sépulture.
- 1334 - Guillaume de Stabule, sous-prieur - Hugues de Saint-Hélène, camérier - Gaudefroy de Chenetes, infirmier - Guillem de Hedua, sacristain.
- 1336 - liste (charte no 114).
- 1348 - Pierre de Fontaines, moine, fondation de son obit (charte 124).
- 1357 - Dom Jean de Jantes (charte 133).
- 1378 - Dom Jouvence, camérier, signe la (charte 135).
- 1382 - Pierre du Fraigne, vicaire général de l'abbé.
- 1385 - Perrin Troux, procureur de l'abbaye (charte 138)
- 1386 - Jacque Legras, moine et procureur de l'abbaye (charte 139).
- 1402 - Étienne de Raigny, de Bragny - Louis de Charency, sous-prieur (présent en 1411)- Colin du Feu, chantre - Estienne de Chissey - Jean Poterat - Antoine de Charency - Jean de Dinay, tous religieux (charte 145).
- 1451 - Claude de Voille, sacristain cosignataire de la Charte du droit de chasse aux habitants de Girolles (charte 152).
- 1457 - Louis de Montjournaut, religieux, promu sacristain du prieuré d'Anzy (charte 153).
- 1463 - Claude de Voilles, sacristain du monastère, délégué pour prendre possession de l'église du prieuré et de toutes ses dépendances dans le cadre de la réunion du prieuré de Saint-Martin de Thil-sur-Arroux à l'abbaye de Saint-Martin d'Autun, le 18 avril (charte n°II, supplément de 1475). Jean du Verne, grand-prieur - Ferry de Luzy, sous-prieur - Jean Bouquillot, camérier - Jean de Cussigny junior, infirmier - Jacob Soyer - Antoine de Charence - Jean Saulnier - Jean Lafleur - Josserand de Villeneuve - Jacob Grosbois - Jean de Saint-Roman - Antoine Cadot - Jean Thurion - Stéphan Chaillot - Hugue Bercherii - Herard de Massey - Rémy de Voille - Jean Boyleual - Francis Célérier, tous religieux de Saint-Martin (charte V, supplément) - Laurent de Villeneuve - Jean de Cussigny, infirmier - Jean de Bauguillon, chambrier - Louis de Montjournault - Jacques de Grosbois - Jacques Loys - Estienne Chaillot - Charles Prévost - Hugues d'Anlezy - Olivier Dubreuil - Jean Anthouard - Noël de Sermizelle - Jean Bureau - Claude de Verne 6 (charte du 13 juillet 1463, Letres d'affranchissement des habitants de Saint-Martin et St Pantaléon. fait par Jean Morin, clerc, notaire public et tabellion fermier dudit Autun pour Mr le duc, Benoit Millot, bailli de Saint-Martin, Guillaume de Vouher, Jean Maire, châtelain de Saint-Martin, conseiller du duc.
- 1475 - Louis de Montjournal, grand-prieur - Hugues, sous-prieur - Josserand de Villeneuve, aumônier - Anthoine Cadot, chambrier - Jean Saulnier, infirmier - Charles Prevost, chantre - Ferry de Luzy, Claude de Voille le jeune, Noël de Sermizelles, Jean Burtaul, tous religieux de Saint-Martin (charte N°II, supplément).
- 1548 - André d'Ailleboust, économe de l'abbaye en 1548, il avait épousé en 1547 Odotte ou Odette Rolet[75]. Son le frère Charles d'Ailleboust est évêque d'Autun de 1572 à 1585[76]. Dom Jean de Marry, religieux transféré au prieuré d'Anzy-le-Duc (charte 158).
- 1632 - Jacob Anthouard, licencié en décret et grand-prieur de l'abbaye de Saint-Martin (charte 163)- Antoine de Boucher, sous-prieur - Philibert Oudin, chantre - Nicolas Oudin, aumônier - J-B. Saulnier, chambrier - Philibert de la Toizon, infirmier - Roland Jaulpoix - Claude du Ray - Philibert Caruenne - Jean Prudhon - tous religieux de Saint-Martin (charte 163).
- 1790 - Dom Nicolas Joly, sous-prieur - Dom Joseph-François Crétu, doyen - Dom Edme Michel, - Dom François Forneron, procureur - Dom Pierre Clément Gaudet - Dom Jacques Gallois - Dom Alexis Mallet, qui accompagnait alors le père visiteur (charte No 11, supplément).

## Armoiries

### Sceau du couvent
L'un des sceaux du couvent représente, dans une navette, un abbé mitré debout, bénissant de la main droite avec les trois premiers doigts dressés et les deux autres repliés, le coude plié, tandis que le bras gauche est replié vers la poitrine, la main gauche main tenant une crosse recourbée. Sur le pourtour : DVENSIS GILLVM.

## Archives
- Archives départementales de Saône-et-Loire, supplément à la série H : Abbaye de Saint-Martin d'Autun.
- Archives nationales : plan de l'abbaye de 1658, avant sa reconstruction de 1740

## Objets
(liste non exhaustive)
- Tête du Christ, XIIe siècle, Musée Rolin à Autun
- l'argenterie des religieux consistait en 1790, 12 couverts, 3 grandes cuillères, une poche et 6 cuillères à café.
- Argenterie de la sacristie : Une croix processionnelle - un bâton de chantre - un soleil - un encensoir et sa navette - un saint ciboire - trois calices - un vase pour les saintes huiles - un bénitier en argent haché -
- Ornements : Quatre pans de velours rouge pour le dais - trois chapes - une chasuble - deux tuniques de drap d'or - trois chapes de damas blanc, une chasuble, deux tuniques - trois chapes de velours rouge, une chasuble et deux tuniques - Trois chapes violettes et deux tuniques, deux chasubles violettes - Une chape verte et deux chasubles - Trois châsses de velours noir, une chasuble et deux tuniques - Une chape de velours noir commun - Quatre chasubles communes et deux écharpes - Trente nappes d'autel - quatre couvre-crédences - douze surplis d'enfants - quarante-cinq aubes - Amicts, purificatoires, en nombre suffisant pour le service divin.

## Bibliothèque
La bibliothèque de l'abbaye comprenait 2 000 volumes dont le catalogue fut déposé aux archives de la préfecture. Il n'existait dans le chartrier ni manuscrits, ni médailles, ni meubles précieux.

## Iconographie
- Dessin de l'abbaye, figurant dans un manuscrit du XVIe siècle
- Maquette de l'église par Michel-Ange Caristie, avec les substructions pré-romane (Société Éduenne)
- Gravure de Pierre Tranchant vers 1660, conservée à la Bibliothèque Municipale de Dijon, représentant Autun et sur laquelle on voir distinctement les églises et abbayes de Saint-Martin, Saint-Pierre-l'Estrier, Saint-Symphorien.
- Plan de l'abbatiale de 1658, conservé aux Archives Nationales (A. N. N. III, Yonne no 4), reproduisant un enclos avec une tour d'angle au Levant.
- Plan de 1741, conservé aux Archives Départementales de Saône-et-Loire
- Harold de Fontenay a fait paraître un petit croquis du XVIe siècle
- Bibliothèque de la Société Eduenne, album Sites et Monuments, dessins et plans No 180,181, 182, 251.